# ハヴ・アイ・トールド・ユー・レイトリー
「ハヴ・アイ・トールド・ユー・レイトリー」(Have I Told You Lately)は、北アイルランド出身のシンガーソングライター、ヴァン・モリソンが作詞・作曲し、1989年に発表した楽曲。19作目のスタジオ・アルバム『アヴァロン・サンセット』からの第1弾シングルとしてリリースされた。エルヴィス・プレスリーやビング・クロスビー等の録音で知られる「ハヴ・アイ・トールド・ユー・レイトリー・ザット・アイ・ラヴ・ユー?」（作詞・作曲はスコッティ・ワイズマン）とは全く別の曲だが、本作も一部のヴァージョンでは「ザット・アイ・ラヴ・ユー?」も含むタイトルで表記されている。
オランダのシングル・チャートでは14位に達し、同国において自身18年ぶりのトップ20シングルとなった。全英シングルチャートでは最高74位を記録し、モリソンにとって6年ぶりの全英トップ100シングルとなった。アメリカでは総合シングル・チャートのBillboard Hot 100には入っていないが、『ビルボード』のアダルト・コンテンポラリー・チャートでは12位を記録した。
モリソンは後に、チーフタンズのアルバム『ロング・ブラック・ヴェイル』（1995年）にフィーチャリング・ゲストとして参加し、この曲のセルフ・カヴァー（タイトルは「Have I Told You Lately That I Love You?」に変更）を歌っている。チーフタンズとの共演ヴァージョンは全英シングルチャートで71位を記録し、アメリカではグラミー賞最優秀ポップ・コラボレーション・ウィズ・ボーカル賞を受賞した。また、モリソンとジョーイ・デフランセスコのコラボレーション・アルバム『ユーアー・ドライヴィング・ミー・クレイジー』（2018年）でも再録音された。

## 他メディアでの使用例
モリソンの歌唱による「ハヴ・アイ・トールド・ユー・レイトリー」は、『ホーリー・ブライド』（1996年公開）、『素晴らしき日々』（1996年公開）といった映画のサウンドトラックで使用された。また、2014年のリチャード・ロンクレイン監督作『ニューヨーク 眺めのいい部屋売ります』5 Flights Upのエンディング・テーマとしても使用された。
なお、『ロイヤル・セブンティーン』（2003年公開）では、Matt Achesonによるカヴァーが使用された。

## カヴァー

### ロッド・スチュワートによるカヴァー
ロッド・スチュワートは、1991年のスタジオ・アルバム『ヴァガボンド・ハート』に「ハヴ・アイ・トールド・ユー・レイトリー」のカヴァーを収録した。そしてスチュワートは1993年、MTVアンプラグドで「ハヴ・アイ・トールド・ユー・レイトリー」を歌い、その音源はライヴ・アルバム『アンプラグド』からの第1弾シングルとしてリリースされた。
アメリカではBillboard Hot 100で5位、『ビルボード』のアダルト・コンテンポラリー・チャートで1位、トップ40メインストリームで4位を記録した。全英シングルチャートでは9週トップ100入りして、最高5位を記録。

### その他の主なカヴァー
- フレディ・コール（英語版） - アルバム『In the Name of Love』（2003年）に収録[20]。
- スティーヴ・ブルックスタイン（英語版） - アルバム『Heart & Soul』（2005年）に、「ハヴ・アイ・トールド・ユー・レイトリー・ザット・アイ・ラヴ・ユー?」というタイトルで収録[21]。
- バリー・マニロウ - カヴァー・アルバム『The Greatest Songs of the Eighties』（2008年）に収録[22]。